# Coupe d'Irlande du Nord féminine de football 2022
Navigation
Édition précédente Édition suivante
La 17e Coupe d'Irlande du Nord féminine de football, en anglais IFA Womens Challenge Cup et pour des raisons de naming publicitaire Electric Ireland Women's Challenge Cup, se dispute entre le 3 juin 2022 et 5 novembre 2022 date de la finale. Le Glentoran Belfast United remet en jeu son titre obtenu en 2021. 
Glentoran remporte pour la quatrième année consécutivement la compétition en battant en finale 2-1 Sion Swifts Ladies.

## Organisation
La compétition s'organise en cinq tours successifs. Les clubs de première division du championnat sont exemptés du premier tour.

## Compétition

### Tour préliminaire
Le tour préliminaire se déroule le 3 juin 2022. Il oppose deux clubs amateurs tirés au sort parmi les équipes intégrant la compétition dès son commencement : Bangor Ladies et Camlough Rovers Ladies.
| Club recevant          | Score | Club visiteur |
| ---------------------- | ----- | ------------- |
| Camlough Rovers Ladies | 13-0  | Bangor Ladies |

### Premier tour
Le premier tour se déroule le 17 juin 2021. Les matchs sont tirés au sort et se déroulent sur le terrain du premier nommé.
| Club recevant             | Score     | Club visiteur              |
| ------------------------- | --------- | -------------------------- |
| Antrim Rovers Ladies      | 4-2       | Bangor Ladies              |
| Belfast Celtic Ladies     | Forfait   | Ballyclare Comrades Ladies |
| Kilmore Rec. Ladies       | 1-3       | St. James' Swifts Ladies   |
| Larne Women               | 5-0       | Comber Rec. Ladies         |
| Lisburn Distillery Ladies | 1-5       | Ballymena United FC Women  |
| Lisburn Rangers Ladies    | Forfait   | Maiden City Ladies         |
| Portadown Ladies          | Forfait   | Craigavon City Ladies      |
| Lisburn Ladies            | 7-0       | Craigavon City             |
| Strabane Athletic Ladies  | 3-3 (6-5) | Camlough Rovers            |

### Deuxième tour
Le premier tour se déroule le 5 août 2022. Les matchs sont tirés au sort et se déroulent sur le terrain du premier nommé. Ce tour est marqué par l'entrée en lice des équipes disputant la première division irlandaise.
| Club recevant             | Score   | Club visiteur              |
| ------------------------- | ------- | -------------------------- |
| Antrim Rovers Ladies      | 0-6     | St. James' Swifts Ladies   |
| Ballymena United FC Women | 0-6     | Linfield Ladies            |
| Derry City Women          | forfait | Cliftonville Ladies        |
| Larne Women               | 2-1     | Craigavon City Ladies      |
| Lisburn LFC               | 0-6     | Sion Swifts Ladies         |
| Lisburn Rangers           | 3-4     | Glentoran Women's          |
| Mid Ulster Ladies         | 0-3     | Crusaders Strikers         |
| Strabane Athletic Ladies  | 0-8     | Ballyclare Comrades Ladies |

Derry City Women déclare forfait à cause de cas de covid 19 dans l'équipe. Sept joueuses sont atteintes et le club ne peut aligner une équipe complète au commencement de la partie.

### Quarts de finale
Les quarts de finale se déroulent les 15 et 16 septembre 2022. 
| Club recevant              | Score   | Club visiteur      |
| -------------------------- | ------- | ------------------ |
| Crusaders Strikers         | 8-0     | Larne Women        |
| St. James' Swifts Ladies   | forfait | Sion Swifts Ladies |
| Cliftonville Ladies        | 7-1     | Linfield Ladies    |
| Ballyclare Comrades Ladies | 0-7     | Glentoran Women's  |

Cliftonville est disqualifiée pour avoir fait jouer une joueuse non qualifiée. 

### Demi-finales
Quatre équipes de première division nord-irlandaises sont qualifiées pour les demi-finales. Linfield doit sa présence à une erreur administrative de Cliftonville. Alors que Cliftonville a remporté son quart de finale sur le très large score de 7 buts à 1, l'équipe est disqualifiée par la fédération irlandaise pour avoir fait jouer une joueuse non qualifiée pour la compétition.
| Demi finale 1            | Crusaders Strikers | 2-2 | Sion Swifts Ladies |  |
| Vendredi 15 octobre 2022 |                    |     |                    |  |
|                          | Tirs au but 1-3    |     |                    |  |

| Demi finale 2            | Linfield Ladies | 0-4 | Glentoran Women's |  |
| Vendredi 15 octobre 2022 |                 |     |                   |  |

### Finale
Sion Swifts Ladies dispute la première finale de l'histoire du club. Les filles de Strabane ont la lourde tâche d'empêcher le Glentoran Women's Football Club de faire la passe de quatre victoires consécutives en Challenge Cup.
| Finale                         | Glentoran Women's | 2-1 | Sion Swifts Ladies | Windsor Park |
| Vendredi 5 novembre 2022 19h45 |                   |     |                    |              |